# Atypophthalmus umbratus
Atypophthalmus umbratus är en tvåvingeart som först beskrevs av de Meijere 1911.  Atypophthalmus umbratus ingår i släktet Atypophthalmus och familjen småharkrankar. Inga underarter finns listade i Catalogue of Life.